# Stephanie Cook
Stephanie Cook (* 7. Februar 1972 in Irvine, North Ayrshire, Schottland) ist eine ehemalige Moderne Fünfkämpferin und Olympiasiegerin.

## Werdegang
Mit zwei Jahren zogen ihre Eltern mit ihr aus ihrer schottischen Heimat nach Bedford. Sie besuchte die Bedford High School, die The Perse School for Girls, Peterhouse in Cambridge und schließlich das Lincoln College in Oxford, wo sie Medizin studierte.
In Cambridge war sie Ruderin, während ihres Medizinstudiums wandte sie sich dem Modernen Fünfkampf zu. Bei der Weltmeisterschaft 1998 gewann sie mit der Mannschaft Silber und mit der Staffel Bronze. 
Nach Beendigung des Studiums konzentrierte sie sich zwei Jahre voll auf den Sport. 1999 wurde sie Vizeweltmeisterin in der Einzelwertung und Weltmeisterin mit der Staffel. 
Bei den Olympischen Spielen 2000 in Sydney gewann sie den ersten Modernen Fünfkampf für Frauen in der olympischen Geschichte, wobei sie im abschließenden Geländelauf vom achten Platz aus 49 Sekunden aufholen musste und erst 250 Meter vor dem Ziel die Führung übernahm. 2001 gewann sie gleich drei Titel bei der Weltmeisterschaft in Millfield, Somerset und beendete danach ihre Karriere. 
Bevor sie ihre erste Festanstellung an einem Krankenhaus antrat, half sie als Ärztin in einem Erdbebengebiet in Gujarat, Indien.

## Auszeichnungen
- Nach ihrem Olympiasieg wurde sie zum Jahreswechsel 2000 auf 2001 mit dem Titel MBE ausgezeichnet.
- 2008 erhielt sie einen Ehrendoktortitel der University of Bath.